# Charaxes monteiri
Espèce
Charaxes monteiri est une espèce d'insectes lépidoptères  appartenant à la famille des Nymphalidae, à la sous-famille des Charaxinae et au genre Charaxes.

## Dénomination
Charaxes monteiri a été nommé par Otto Staudinger en 1885.

## Description
Charaxes monteiri est un grand papillon avec un dimorphisme sexuel et une envergure d'environ 90 mm pour les mâles et 100 mm pour les femelles. Les deux ont des ailes antérieures à bord externe concave et des ailes postérieures avec deux petites queues et une ligne submarginale d'ocelles. Les mâles, sur un fond marron sont très largement marqués de bleu foncé et bleu moyen métallise dans l'aire postdiscale. Les femelles sont marron avec aux ailes antérieures une large bande bleu clair de la moitié du bord costal à l'angleinterne.

## Biologie
Sa biologie est mal connue.

## Écologie et distribution
Charaxes monteiri est endémique de l'île de São Tomé dans l'archipel de Sao Tomé-et-Principe.

### Biotope
Son habitat est principalement les pics montagneux d'origine volcanique

### Protection
Pas de statut de protection particulier.

## Philatélie
Il a fait l'objet de l'émission d'un timbre-poste à Sao Tomé-et-Principe en 1979.